# 淡积云
淡积云（学名：Cumulus humilis，缩写： Cu hum )，是积云的一种。淡积云垂直延伸的程度很小，通常呈现出扁平的形状。淡积云不会带来降水。